# Habib Ammari
 (septembre 2023).
Sa qualité peut être largement améliorée en utilisant un vocabulaire plus directement compréhensible.
Habib Ammari, né le 28 juin 1969 à El Jem, est un mathématicien franco-tunisien.
Il travaille sur la propagation des ondes dans les milieux complexes et les problèmes d'imagerie. Ses recherches se situent à l'interface entre[pas clair] les mathématiques, la physique et leurs applications, notamment dans les domaines de la nano-photonique et de la phononique, de la médecine et du contrôle non destructif,,.

## Biographie
Il étudie à l'École polytechnique, où il termine son cursus avec un doctorat en mathématiques appliquées en 1995, puis à l'université Paris-VI, où il obtient une habilitation universitaire en mathématiques en 1999.
Chercheur à l'École polytechnique de 1995 à 1997 puis au Centre national de la recherche scientifique de 1997 à 2006, il est directeur de recherche au CNRS rattaché au Centre de mathématiques appliquées de l'École polytechnique de 2006 à 2010 puis au département des mathématiques et des applications de l'École normale supérieure de 2010 à 2015. Il est en parallèle professeur adjoint en mathématiques appliquées à l'École polytechnique de 2005 à 2015 puis comme professeur à l'École polytechnique fédérale de Zurich à partir de 2015.
En 2023, il est directeur du département Electrical Engineering and Computer Science de l'université A&M du Texas. En 2025, il est chercheur principal à l'Institut de Hong Kong pour les études avancées rattaché à l'université municipale de Hong Kong.
Il est membre de l'Académie tunisienne des sciences, des lettres et des arts à partir de 2015 et de l'Académie européenne des sciences à partir de 2018,. Il est élu membre de l'Academia Europaea en 2021 puis de l'American Mathematical Society l'année suivante,.
Durant les vingt dernières années, il a encadré une trentaine d'étudiants. Il a été cité 15 764 fois en mai 2025.

## Honneurs et distinctions

### Membre d'académies
- Académie tunisienne des sciences, des lettres et des arts (2015- )[4]
- Académie européenne des sciences (2018- )[6],[4]
- Academia Europaea (2021- )[7],[4]
- American Mathematical Society (2022- )[4],[11]

### Prix
- Bourse de recherche du Conseil européen de la recherche (2010)[12]
- Prix du Koweït (2013)[13]
- Prix Khwarizmi (2015)[14],[15]

### Distinctions universitaires
- ISI Highly Cited Researcher (2016)[16],[4]